# Dinnehosahalli, Kolar
Dinnehosahalli là một làng thuộc tehsil Kolar, huyện Kolar, bang Karnataka, Ấn Độ.